# 桜湯
桜湯（さくらゆ）とは、塩漬けにしたサクラの花を湯に入れた日本の飲料である。

## 桜湯

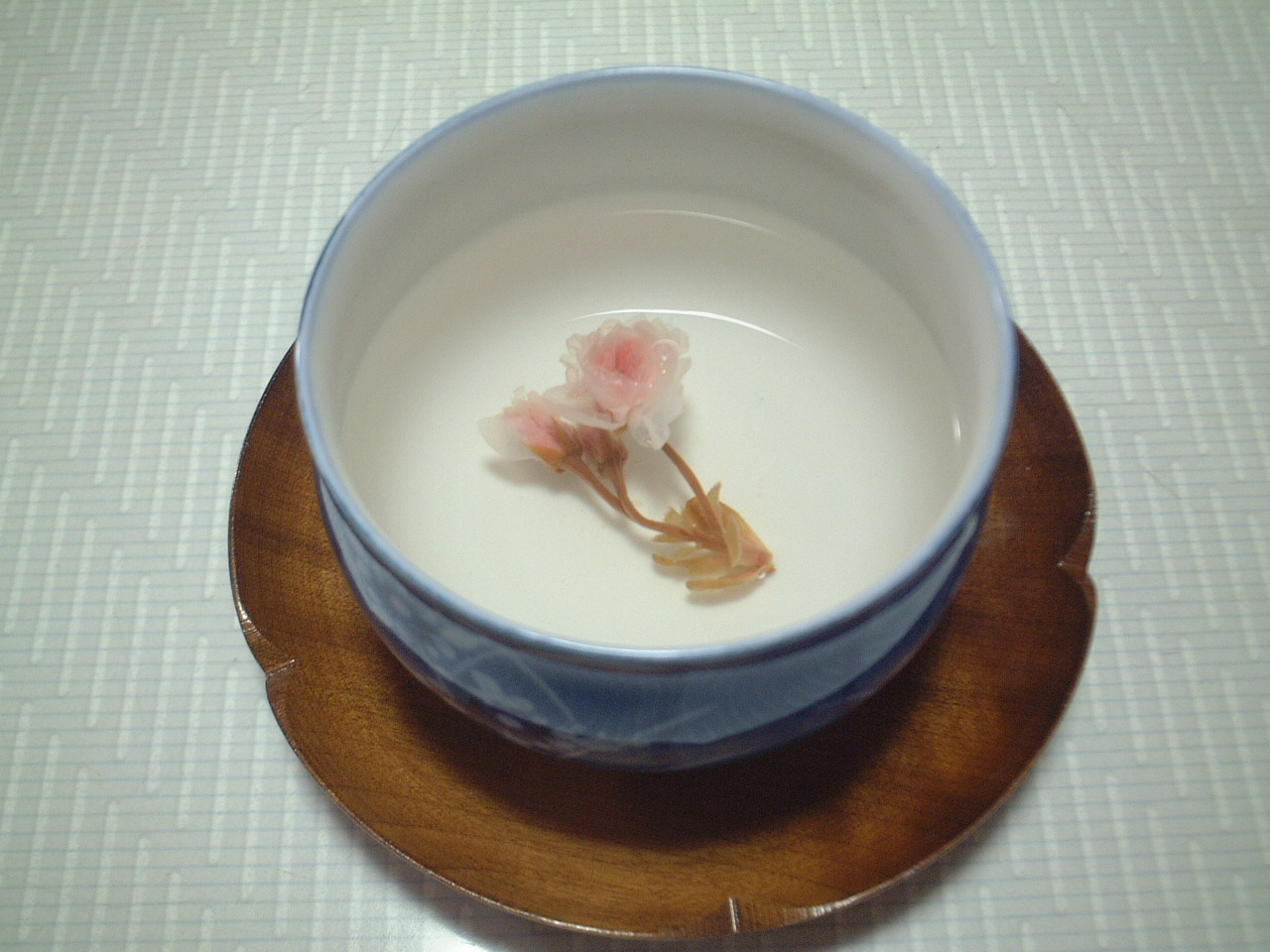
花が開いた状態の桜湯

見合いや婚礼などの一生を決める祝いの席では、その場だけ取り繕ってごまかす意味の「茶を濁す」ことを忌み嫌うことから、祝いの席ではお茶を用いず、代わりの飲み物として桜湯を用いることが多い。
サクラの花の抽出物には、肌のシワやたるみの原因になるコラーゲンの糖化を抑制する抗糖化作用や、線維芽細胞のコラーゲン格子形成増加作用が備わっている。老化を抑制する抗糖化食品として注目されている。
桜湯の香りの成分はクマリンで、抗酸化作用や抗菌作用がある物質だが、肝毒性もあるため、エキスを濃縮するなどしたサプリを長期間大量に摂取することは望ましくない。

## 桜漬け

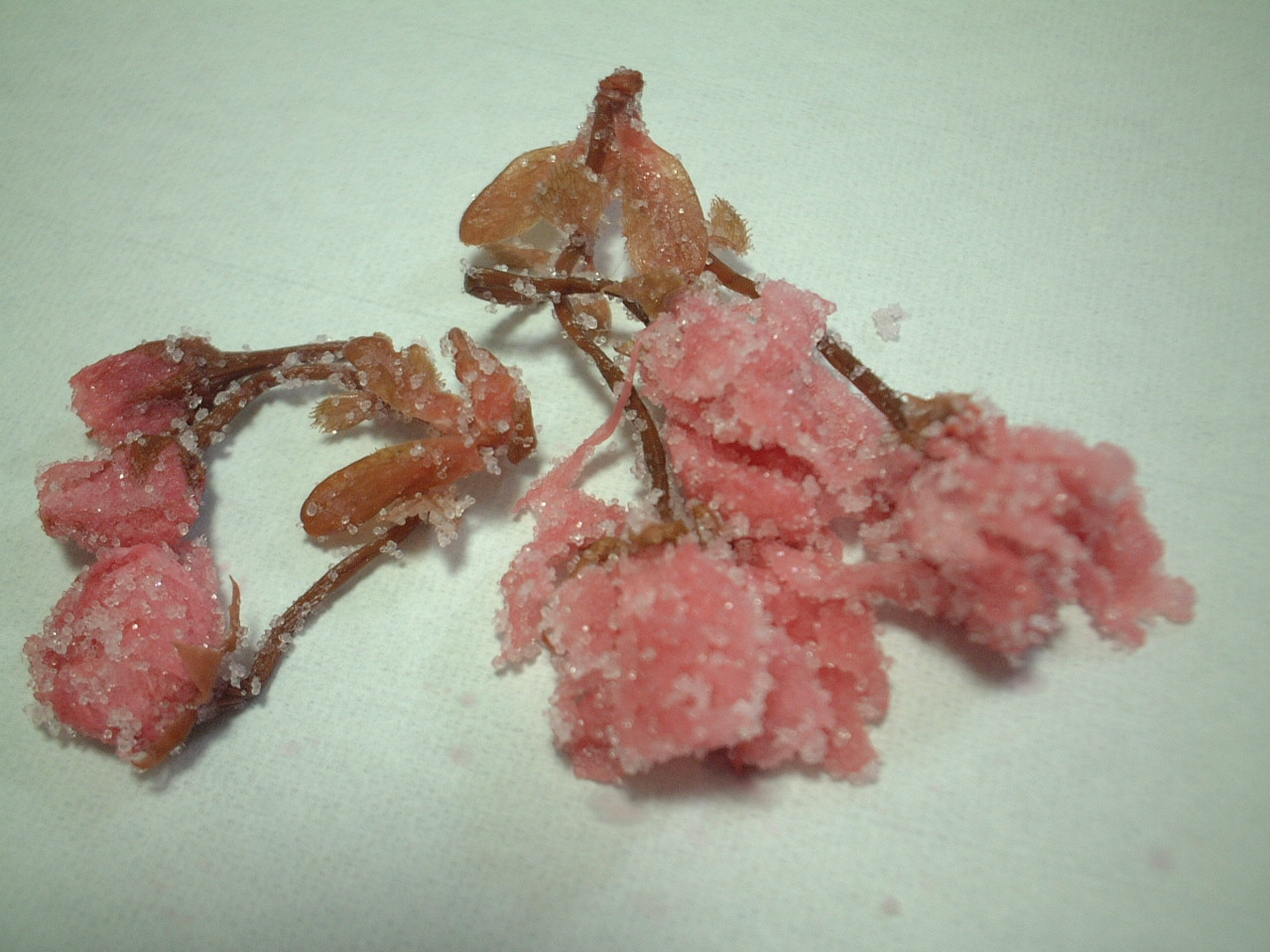
桜漬け

桜湯に用いる桜の花の塩漬けは桜漬けとも呼ばれ、がくを除いた花全体を梅酢と塩で漬け込む。出荷時は茎の部分が表面に現れた丸まった状態である。湯のみ茶碗に入れて湯を差すことで塩漬けの塩が溶けだし、花びらが開いて湯の上面に浮いてくる。
神奈川県秦野市千村では江戸時代末期から生産を始め、全国生産の約8割を生産している。五分咲き程度の八重桜の晩生種・関山を用い、毎年4月中旬頃から加工している。
ときに吸い物の具として用いたり、桜ご飯として桜漬けやさくら葉を米とともに炊いて季節の味覚として香りや色を楽しむ。前記の秦野市ではおにぎりに桜漬けを用いたさくらおにぎりがある。
あんパンの上面に桜が埋め込んである桜あんぱんは、木村屋總本店では八重桜の塩漬けを用いており、複数の酒種（さかだね）あんぱんの中でも人気商品の1つである。

## 温泉
全国の温泉地に桜湯の名称の温泉がある。